# Hexatoma dayana
Hexatoma dayana là một loài ruồi trong họ Limoniidae. Chúng phân bố ở miền Tân bắc.